# Majskaja noč'
Majskaja noč' (Майская ночь) è un film del 1940 diretto da Nikolaj Fёdorovič Sadkovič.